# Centrocercus urophasianus
El  urogallo de las artemisas o gallo de salvia (Centrocercus urophasianus) es una especie de ave galliforme de la familia Phasianidae propia del oeste de Canadá y noroeste de los Estados Unidos. No se conocen subespecies.

## Historia natural
Es un habitante de los extensos matorrales formados por artemisas, que le ofrecen abrigo y con cuyas hojas se alimenta. Vive en las llanuras en invierno y las estribaciones de las montañas en verano. 
En primavera, grupos de machos se exhiben ante las hembras formando un abanico erizado con la cola, hinchando el cuello y llenando los sacos aéreos de su pecho,(que sólo los tienen los machos, puesto que atraen a las hembras, de más pequeño tamaño) y emiten unos sonidos profundos y burbujeantes. Las hembras escogen su pareja y anidan solas.
Los urogallos de artemisas están desapareciendo del oeste de EE. UU.; aunque su población se estimaba en millones, a finales del siglo XX quedaban unas 150.000 de estas aves, por lo que se ha abierto un centro para su protección en Dubois, Idaho.